# Pablo de Andrés Cobos
Pablo de Andrés Cobos (La Cuesta (Segovia), 1 de junio de 1899 - Madrid, 4 de enero de 1973) fue un maestro, pedagogo, escritor y filósofo español, discípulo de Blas Zambrano y biógrafo de Antonio Machado, con quienes participó en el desarrollo de la Universidad Popular Segoviana y la puesta en marcha de las Misiones Pedagógicas.

## Biografía
Nacido niño de aldea en la provincia de Segovia, Pablo de Andrés Cobos tuvo la fortuna, según él mismo ha recordado en numerosas ocasiones, de caer desde muy temprano en la órbita pedagógica de Blas Zambrano y, como natural consecuencia, de la Institución Libre de Enseñanza.

### El maestro
Recién cumplidos los 18 años, superó la calificación de maestro en la Escuela Normal de Segovia. En abril de 1921 comenzó su andadura docente en la Escuela graduada Silvestre Izarra de Valdepeñas. En este municipio se implicó junto con otros maestros en el  periódico manchego La Regióny tras la muerte de su primera mujer, Cecilia Martín, solicitó el traslado a la provincia de Segovia. En 1925 tomó posesión de una plaza de maestro en el Real Sitio de San Ildefonso (Segovia). En el curso 1926/27 fue pensionado por la Diputación segoviana para un viaje de estudios por las escuelas de España. Los resultados se editaron en Un viaje por las escuelas de España (1927), y en la revista Escuelas de España, publicada por el Heraldo Segoviano. En el curso 1929/30, una nueva beca le permitió viajar por escuelas de Francia, Bélgica y Suiza. El 14 de mayo de 1930 fue nombrado director de enseñanza graduada en San Ildefonso. Allí contó con el apoyo de la directora de la escuela graduada de niñas Enriqueta Castellanos Pereda (1901-1992), con quien se casó en 1925. Enriqueta había colaborado con la Institución Libre de Enseñanza y gracias a ella entabló amistad con varios de sus responsables, especialmente Manuel Bartolomé Cossío. 
En marzo de 1931, Pablo de Andrés Cobos ganó por concurso plaza de maestro en el grupo escolar Ramón Llull del Patronato escolar de Barcelona; con la victoria republicana en ese año, comenzó a colaborar en la prensa progresista, Heraldo Segoviano, Segovia Republicana y El Socialista, no solo en artículos de pedagogía sino también en campañas de denuncia contra algunos caciques de la provincia.En 1931 participó en dos convocatorias de selección destacadas. En primer lugar, la oposición convocada por el Ministerio de Instrucción pública y Bellas artes para dirección de escuelas graduadas y, en segundo, para la selección de maestros para el grupo escolar del Orfanato Nacional de El Pardo (Asilos de San Juan y Santa María).Estas dos convocatorias terminaron resolviéndose en 1933.
Entre 1932 y 1933 Cobos se integró en las tareas de las Misiones Pedagógicas, participando en las de Cartagena, Aldeaseñor (Soria), Sanabria (Zamora) y La Cuesta y Carrascal del Río, pueblos de su provincia natal. En las Misiones colaboró con el Servicio de Música.
En 1932 Enriqueta Castellanos se trasladó desde el Patronato Escolar de Barcelona a Madrid y Cobos siguió allí hasta que en el verano de 1933 se resolvió el concurso del Orfanato Nacional de El Pardo, dependiente de la Dirección general de Beneficencia y Asistencia social. El grupo escolar del Orfanato estaba dirigido por el maestro Dionisio Correas Fernández, pero este dimite en noviembre y el patronato, formado por Luis Calandre Ibáñez, Manuel García Morente y Juan de Selgas y Marín, nombró a Cobos director de estudios el 27 de noviembre de 1933. Unas semanas antes se había resuelto la oposición para directores de escuelas graduadas en las que había obtenido la dirección del Grupo escolar Claudio Moyano de Madrid. En El Pardo, Cobos se puso a organizar todos los servicios del Orfanato Nacional, pero el trabajo del patronato y del propio Cobos se cortó en febrero de 1934 por la revisión de unos ceses que había hecho el patronato por parte del gobierno radical. Los miembros del patronato dimitieron y así lo hizo también Cobos, quien tomó posesión de su plaza en la Escuela Claudio Moyano. 
Poco después publicó sus Estampas de aldea. Literatura para niños (1935), con dibujos de Miguel Prieto.

### La depuración franquista
El 30 de julio, Cobos fue arrestado y trasladado a prisión. El 19 de septiembre un Consejo de Guerra le acusa de "conspiración para la rebelión, curiosa paradoja viniendo de quienes se habían rebelado militarmente contra el gobierno legítimo de España... Durante los cuatro años siguientes, pasó por diversas cárceles: antigua cárcel de Segovia; Valdenoceda y la Prisión Central, de Burgos; el Carmelo y Larrinaga, de Bilbao; la Central de Astorga (donde comenzó a 'redimir su pena' como maestro de la prisión); prisión provincial de Orense, de donde salió en libertad provisional el 19 de octubre de 1940.
Inhabilitado para ejercer su profesión trabajó en la redacción y preparación de temarios para academias segovianas especializadas en diversos textos y programas legales y oposiciones a la administración, llegando a crear su propio establecimiento, la academia «Audiencia».

### ÍnsulayEstudios Segovianos
En 1963, Cobos publicó en la revista Ínsula su libro Humor y pensamiento de Antonio Machado en la metafísica poética, iniciando con él un conjunto de trabajos que le otorgan el título de mejor biógrafo del periodo segoviano del poeta. En Ínsula, editorial, revista y tertulia de la "resistencia silenciosa" en oposición al franquismo, Cobos aportó con su experiencia la orientación que, más allá de lo puramente intelectual, recuperaba para los más jóvenes el sentimiento de una tradición española desconocida y silenciada. Actuó como intérprete sentimental entre la España exiliada y los integrantes del no menos numeroso contingente de "exiliados interiores"; así, en sus colaboraciones aparecen los nombres del dramaturgo "misionero" Alejandro Casona, de Pablo Gutiérrez Moreno (creador de las Misiones de Arte), del filósofo Juan David García Bacca, de su paisano Mariano Quintanilla o del lexicógrafo Manuel Seco.
Otro foco de erudición cultural en cuya recuperación colaboró Pablo de Andrés Cobos fue la revista de Estudios Segovianos, hija de la revista de la Universidad Popular Segoviana hasta 1959 y luego de la Real Academia de Historia y Arte de San Quirce, herederas a su vez de la tertulia de los intelectuales «zurdos» que animada por Blas Zambrano y Antonio Machado se reunió entre 1921-1927 en el taller del ceramista Fernando Arranz.
En 1970 creó la editorial Ancos (acrónimo de Andrés Cobos), donde publicó revisiones y ampliaciones de varios de sus trabajos aparecidos en Ínsula. 
Cuarenta años después de su muerte se publicó el interesante trabajo documental que reúne la correspondencia entre Pablo y María Zambrano.

## Obra
- Un viaje por las escuelas de España: memoria. Segovia: Imprenta provincial (1927);
- El maestro, la escuela y la aldea - Cartas a Luis, Segovia: Heraldo Segoviano (1928);
- Confidencias republicanas. Segovia: Impr. de Carlos Martín (1933);
- Orfanato Nacional de El Pardo: (tres meses de director de estudios). Segovia: Imp. de Carlos Martín (1934);
- Estampas de aldea. Literatura para niños (1935), Madrid, Escuelas de España (1935).[7][8]
- El arte en la escuela primaria: lecciones de arquitectura. Madrid: Escuelas de España (1936);
- Humor y pensamiento de Antonio Machado en la metafísica poética (1963), Ínsula;
- Ocios sobre el amor y la muerte (1966), Ínsula;
- Juicios y figuras (1970), (editorial Ancos);
- Humorismo de Antonio Machado en sus Apócrifos (1970), (editorial Ancos);
- * El pensamiento de Antonio Machado en Juan de Mairena (1971), Ínsula;
- Sobre la muerte en Antonio Machado (1972), Ínsula;
- Antonio Machado en Segovia: vida y obra (ed. póstuma: 1973), Insula; ISBN 978-84-7185-111-6 EAN 9788471851116
- De ley y de corazón. Cartas (1957-1976), correspondencia entre María Zambrano y Pablo de Andrés Cobos. Edición de Soledad de Andrés y José Luis Mora.  (ed. póstuma: 2011)